# Tiltning
För andra betydelser, se tilt.

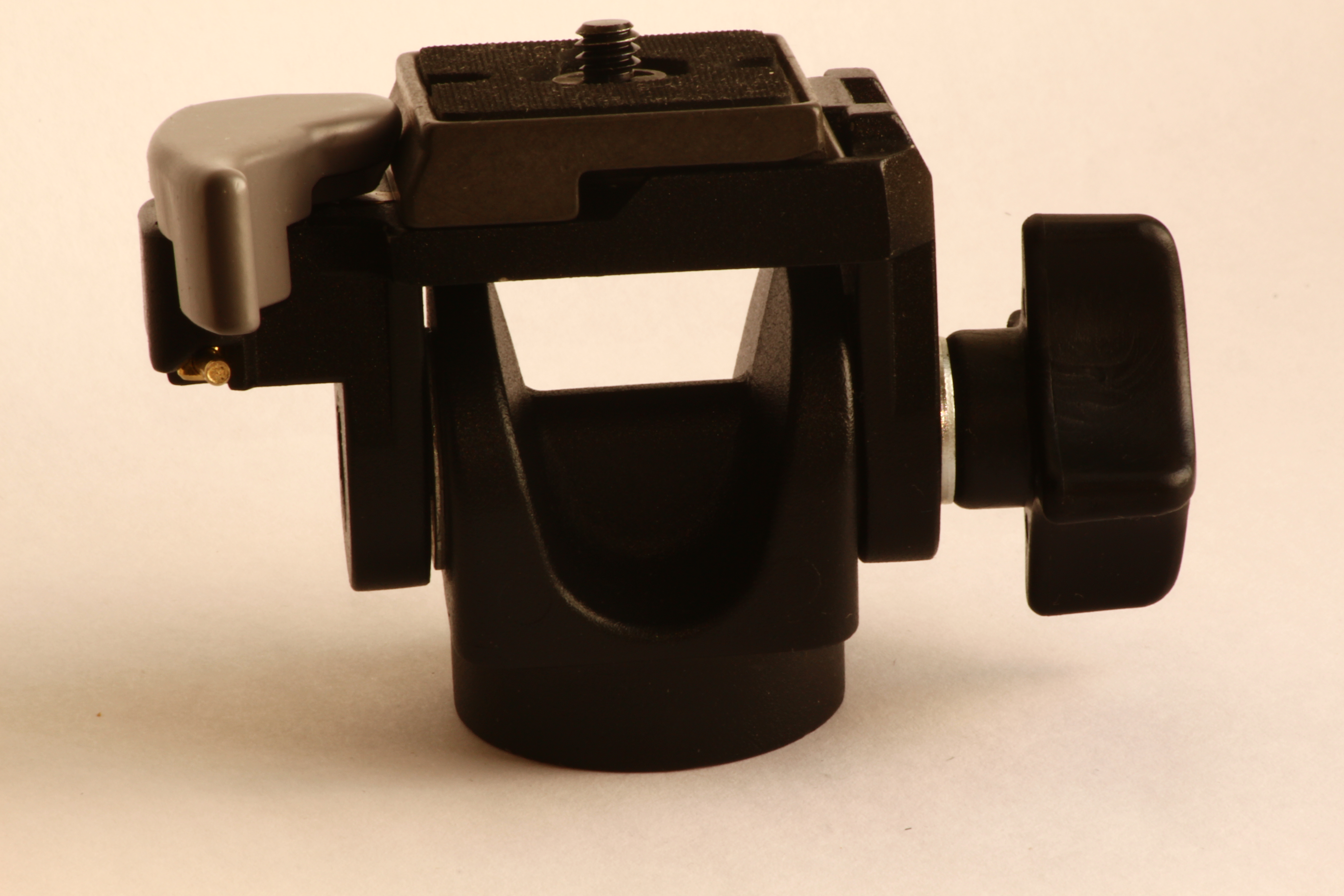
Envägstiltande anordning för montering på en tripod

Tiltning är en filmfotograferingsteknik när filmkameran är stationär och roterar i det vertikala planet uppåt eller nedåt. Panorering är när kameran flyttas i det horisontala planet. 